# Tannbach (Steinlach)
Der Tannbach ist ein südlicher und linker Zufluss der Steinlach in den baden-württembergischen Landkreisen Tübingen und Zollernalbkreis.

## Geographie
Der Tannbach entspringt auf dem Hofberg westlich des Hechinger Stadtteils Beuren auf einer Höhe von ca. 668 m ü. NHN. Von dort fließt er in Richtung Nordwesten in einem Kerbtal durch ein geschlossenes Waldgebiet und nimmt dabei zahlreiche Waldquellbäche und Klingenbäche auf. An seiner Unterquerung der Bahnstrecke Hechingen-Tübingen verlässt der Bach den geschlossenen Wald und fließt von einem schmalen Gehölzsaum begleitet nunmehr in nordöstlicher Richtung. Er passiert den am rechten Ufer liegenden Mössinger Stadtteil Bästenhardt. Nördlich von Bästenhardt wendet er sich nordwärts. Der Tannbach mündet am Ortsrand von Ofterdingen von links und Süden auf einer Höhe von ca. 425 m ü. NHN in die Steinlach.
Der ca. 8,7 km lange Lauf des Tannbachs endet etwa 244 Höhenmeter unterhalb seiner Quelle, er hat somit ein mittleres Sohlgefälle von etwa 28 ‰.

### Einzugsgebiet
Das Einzugsgebiet ist insgesamt ca. 20,7 km² groß und liegt in den Naturräumen Mittleres und Südwestliches Albvorland. Sein mit 857 m ü. NHN höchster Punkt liegt im Südosten auf dem Oberen Schömberg auf Salmendinger Gemarkung. Es grenzt im Norden und Osten an das Einzugsgebiet der aufnehmenden Steinlach, im Süden an das der Starzel und im Westen an das des Katzenbachs.

### Zuflüsse
Hierarchische Liste der Zuflüsse, jeweils von der Quelle zur Mündung. Auswahl.
Quelle des Tannbachs auf 669 m ü. NHN westlich von Beuren.
- (Bach von der Heuplatte), von links und Süden, 1,3 km
- Hungergraben, von links und Westen, 1,7 km
- Butzenbach, von rechts und Süden, 3,0 km
- Obere-Werten-Graben, von links und Westen, 0,4 km
- (Bach aus dem Scheffertal), von links und Westen, 0,8 km
- Buchbach oder Ernbach, von rechts und Osten, 6,3 km und 11,2 km²
  - Lindenbrunnen, von links und Süden, 1,1 km
  - Kuhgraben, von rechts und Osten, 0,8 km
  - Ankenbach, von links und Süden, 1,5 km
  - Geißbach, von links und Süden, 3,9 km
  - (Bach aus der Langenau), von links und Südwesten, 2,0 km

Mündung des Tannbachs von links und Süden auf 425 m ü. NHN am Ortsanfang von Oferdingen in die Steinlach.

### LUBW
Amtliche Online-Gewässerkarte mit passendem Ausschnitt und den hier benutzten Layern: Lauf und Einzugsgebiet des Tannbachs

Allgemeiner Einstieg ohne Voreinstellungen und Layer: Daten- und Kartendienst der Landesanstalt für Umwelt Baden-Württemberg (LUBW) (Hinweise)
1. 1 2 3  Höhe ermittelt über WPS-Prozess (Geländehöhe).
2. ↑  Länge nach dem Layer Gewässernetz (AWGN) inklusive des linken Oberlaufs Vorbach.
3. ↑  Einzugsgebiet aufsummiert aus den Teileinzugsgebieten nach dem Layer Basiseinzugsgebiet (AWGN).
4. ↑  Höhe nach grauer Beschriftung auf dem Hintergrundlayer Topographische Karte.

### Andere Belege
1. ↑  Friedrich Huttenlocher: Geographische Landesaufnahme: Die naturräumlichen Einheiten auf Blatt 178 Sigmaringen. Bundesanstalt für Landeskunde, Bad Godesberg 1959. → Online-Karte (PDF; 4,3 MB)